# Bitwa morska pod Medway

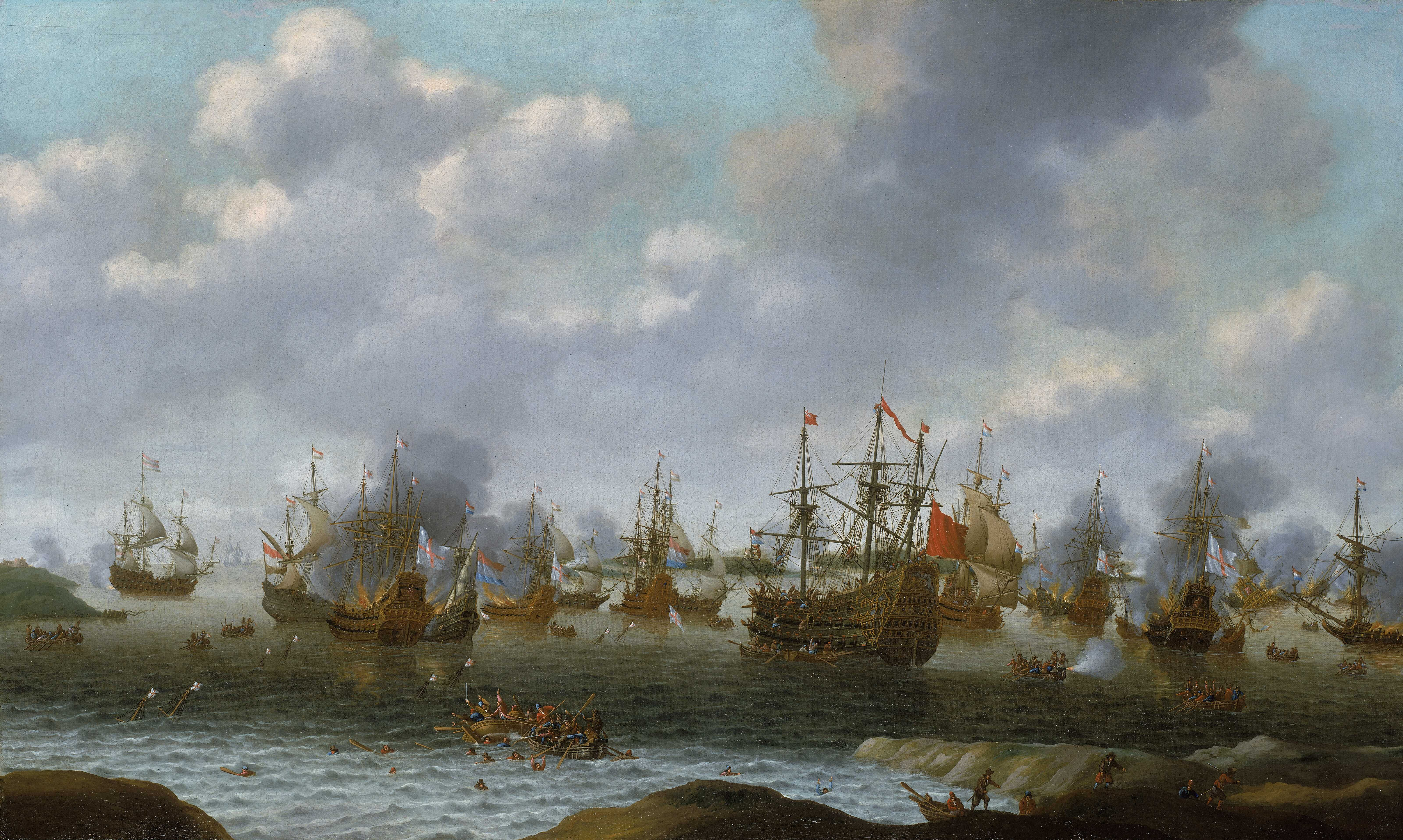
Holenderski atak pod Medway, czerwiec 1667. Pieter Cornelisz van Soest, 1667. Zdobyty okręt „Royal Charles” w środku po prawej.

Bitwa morska pod Medway (niekiedy zwana najazdem na Medway lub bitwą pod Chatham) – starcie zbrojne, które miało miejsce w czerwcu 1667 podczas II wojny angielsko-holenderskiej.
Bitwa była udanym atakiem floty holenderskiej na angielskie okręty i stocznie. Holendrzy pod nominalnym dowództwem admirała-porucznika de Ruytera, zbombardowali Sheerness, weszli do Tamizy do Gravesend, następnie do rzeki Medway do stoczni Chatham, gdzie spalili 4 duże okręty i odholowali okręt „Royal Charles”, dumę i okręt flagowy angielskiej floty.

## Wstęp
Król Anglii Karol II Stuart zredukował wielkość floty angielskiej stosując się do koniecznych restrykcji budżetowych, tak więc Holendrzy natychmiast wykorzystali okazję. Już wcześniej, w 1666, planowali tego typu atak, zaraz po bitwie czterodniowej, jednak powstrzymała ich porażka w bitwie pod North Foreland. Plan operacji był autorstwa czołowego polityka holenderskiego Johana de Witta. Jego brat Cornelis de Witt towarzyszył flocie w celu kontrolowania planu. Od marca w Bredzie trwały już negocjacje pokojowe, lecz Karol próbował odwlekać podpisanie traktatu pokojowego, mając nadzieję na poprawę swojej pozycji dzięki sekretnej pomocy Francuzów, dlatego de Witt uważał, że najlepiej będzie zakończyć wojnę szybko dzięki spektakularnemu zwycięstwu Holandii, które przy okazji doprowadziłoby do bardziej korzystnych zapisów w kończącym wojnę traktacie.
Większość holenderskich wysokich oficerów miało poważne wątpliwości co do wykonalności takiego ataku, obawiając się zdradzieckich mielizn w ujściu Tamizy, lecz mimo to wykonali rozkazy. Holendrzy skorzystali z pomocy dwóch angielskich pilotów, którzy zdradzili swój kraj. Jeden z nich był dezerterem, drugi przemytnikiem, a obaj byli uciekinierami przed angielskim prawem.

## Najazd

### Holendrzy na Tamizie
Na początku czerwca eskadry admiralicji Rotterdamu, Amsterdamu i północnych prowincji połączyły się w Schooneveld. Słysząc, że eskadry Fryzji i Zelandii nie są jeszcze gotowe z powodu problemów z rekrutacją (przymusowy nabór był w Holandii zabroniony), de Ruyter odpłynął 14 czerwca w kierunku Tamizy. Miał ze sobą 60 okrętów liniowych i fregat oraz 12 branderów. Wiatr zmienił kierunek na wschodni.
Dnia 16 czerwca wiatr przegonił mgłę i odsłonił potężną flotę holenderską, wpływającą w ujście Tamizy. Dnia 17 czerwca Cornelis de Witt ujawnił sekretne instrukcje otrzymane od Stanów Generalnych w obecności wszystkich wodzów. Wszyscy widzieli tyle trudności, aż w końcu de Ruyter uciął dalszą dyskusję, mówiąc „rozkazy są rozkazami” (bevelen zijn bevelen). Tego dnia Cornelis de Witt zanotował w swym dziennym raporcie, że nie czuje się całkiem pewny, czy powinien być w pełni posłuszny otrzymanym rozkazom. Następnego dnia okazało się, że większość oficerów jest za tym by trochę zaryzykować; uprzednio już wydali swą zawodową opinię co do szans powodzenia takiego przedsięwzięcia, wszystko to zostało zanotowane, więc gdyby doszło do katastrofy, cała wina spadnie na polityków, którzy wydali takie rozkazy. Tego dnia podjęto próbę zdobycia floty 20 statków handlowych stojących w górze Tamizy na trasie do Londynu, ale bez powodzenia.
Atak floty holenderskiej był dla Anglików kompletnym zaskoczeniem. Nigdy nie były dokonywane jakiekolwiek zabezpieczenia uniemożliwiające taką ewentualność. William Coventry uważał, że taki najazd jest nieprawdopodobny. Uderzenie holenderskie doprowadziło do zamieszania w angielskim dowództwie, skąd wychodziły liczne sprzeczne rozkazy potęgujące zamieszanie, utrudniając przy tym zorganizowanie obrony. Król Karol nie potrafił ująć sterów w swoje ręce, skłaniając się przeważnie ku licznym opiniom swoich doradców. Morale sił angielskich było niskie. Marynarze i żołnierze byli źle opłacani, nie widząc należnej wypłaty od miesięcy lub nawet lat. Nie byli więc zbyt skłonni do narażania swego życia. Do tego Anglia dysponowała niewielką armią lądową. To wyjaśnia, dlaczego nie podjęto żadnych skutecznych przeciwdziałań, w czasie gdy Holendrzy przez około 5 dni spokojnie żeglowali do Chatham, ostrożnie manewrując z powodu płycizn, zostawiając za sobą cięższe okręty dla ochrony swych tyłów. Do tego poruszać się mogli jedynie skokami, w okresie przypływów.
Po ogłoszeniu alarmu 16 czerwca w stoczni Chatham, wydaje się, że komisarz Peter Pett nie podjął żadnej decyzji aż do 19 czerwca gdy późnym popołudniem flota złożona z około 30 holenderskich okrętów została dostrzeżona na Tamizie niedaleko Sheerness. W tym momencie komisarz natychmiast poszukał pomocy w Admiralicji, wysyłając pesymistyczną wieść do Komisji Morskiej (Navy Board), skarżąc się na brak urzędowych doradców, którzy mogliby pomóc w podjęciu koniecznych w tak dramatycznej sytuacji decyzji.
Te trzydzieści okrętów, które dostrzeżono w Chatham, to była eskadra fregat Van Ghenta. Pułkownik i admirał-porucznik Willem Joseph van Ghent, płynący na okręcie „Agatha”, był rzeczywistym dowódcą holenderskich sił i wszystkie plany operacji były jego autorstwa. Flota holenderska miała na pokładzie około 1 000 żołnierzy holenderskiej piechoty morskiej (Korps Mariniers), pierwszych wojsk szkolonych wyłącznie do prowadzenia wodno-lądowych operacji. Wojska te wyszły na ląd częściami i zostały wysłane na Canvey Island (wyspa przy ujściu Tamizy) w Essex, naprzeciwko Kentu koło miasta Sheerness. Żołnierze ci otrzymali ścisłe rozkazy, by nie dokonywać rabunków, gdyż Holendrzy chcieli zawstydzić angielskie wojska, które złupiły miasto Terschelling w sierpniu 1666.
Słynny wiceadmirał Edward Spragge dowiedział się 19 czerwca, że holenderska grupa desantowa wyładowała na cyplu przy ujściu rzeki Medway do Tamizy. Na rozpoznanie wysłano muszkieterów z garnizonu w Sheerness.
Król 20 czerwca poinstruował George’a Moncka, by ruszył do Chatham i wziął tam sprawy w swoje ręce oraz trzy dni później rozkazał księciu Rupertowi zorganizować obronę w Woolwich.
W miarę trwania wypadków, dwóch członków Komisji Morskiej John Mennes i Lord Henry Brouncker, wyruszyli do Chatham, a 21 czerwca udał się za nimi George Monck. Gdy przybył na miejsce, stwierdził, że w stoczni było tylko 12 ludzi zamiast oczekiwanych 800.

### Atak

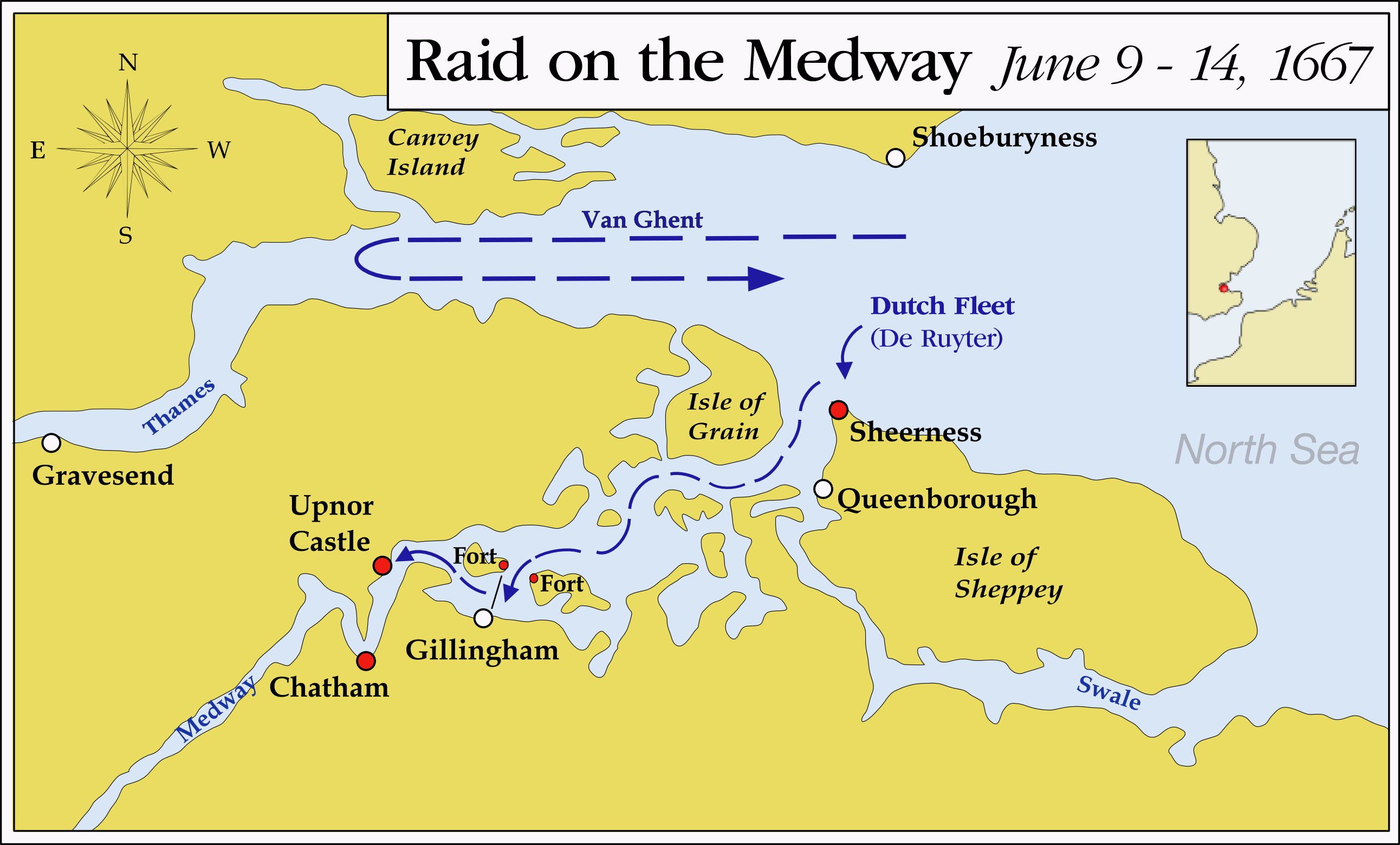
Mapa bitwy

Holenderska flota dotarła do wyspy Sheppey u północnego wybrzeża Kentu, w ujściu Tamizy 20 czerwca i natychmiast zaatakowała słabo obsadzony fort Sheerness. Kapitan Jan van Brakel na okręcie „Vrede”, płynął obok dwóch liniowców tak blisko fortu, jak to tylko było możliwe, by można go było dosięgnąć własną artylerią pokładową. Okrętami zakotwiczonymi w Medway, jak i tymi, które zakotwiczyły w Sheerness, dowodził Edward Spragge, lecz tylko jeden okręt był zdolny do stawienia Holendrom oporu – była to fregata „Unity”, która stacjonowała opodal atakowanego fortu.
„Unity” został wsparty przez kecze i brandery w Garrison Point, a także przez artylerię fortu liczącą 16 dział, które w pośpiechu umieszczono na pozycjach bojowych. „Unity” oddał salwę całoburtową, lecz gdy został zaatakowany przez holenderski brander, uciekł w górę rzeki Medway, a za nim angielskie brandery i kecze. Holendrzy zaczęli ostrzeliwać fort; dwóch ludzi zostało trafionych. Następnie okazało się, że większość żołnierzy uciekła. Siedmiu pozostałych nie miało szans by powstrzymać 800 żołnierzy holenderskiej piechoty morskiej, którzy wylądowali o milę dalej. Gdy Sheerness zostało zdobyte, po przejęciu dział Holendrzy wysadzili fort. Spragge żeglował na swym jachcie „Henrietta” do Chatham. Było tam zgromadzonych wielu wysokich rangą oficerów: sam Spragge, następnie Monck i kilku ludzi z Admiralicji. Wszyscy wydali rozkazy sprzeczne ze sobą, co doprowadziło obronę angielską do stanu maksymalnego nieporządku.
Pett zaproponował, żeby kilka dużych i mniejszych statków zatopić koło zamku Upnor, uzupełniając tak utworzoną barierę łańcuchem leżącym 3 metry pod wodą wzmocnionym dodatkowo bateriami artylerii na obu brzegach. Dla wykonania przeszkody zatopiono okręty „Golden Phoenix”, „House of Sweden”, „Welcome” i „Leicester”. Do tego doszły mniejsze jednostki jak „Constant John”, „Unicorn” i „John and Sarah”. Gdy okazało się, że to za mało, zatopiono dodatkowo „Barbados Merchant”, „Dolphin”, „Edward and Eve”, „Hind” i „Fortune”.
Następnego dnia, 21 czerwca okręty „Charles V” i „Matthias” zostały ustawione powyżej łańcucha tak aby móc powstrzymać nieprzyjaciela swoją salwą burtową. Także okręt „Monmouth” został przycumowany powyżej łańcucha, ustawiony tak by mógł prowadzić ogień przez lukę między okrętami „Charles V” i „Matthias”. Poniżej łańcucha zatopiono „Marmaduke” i „Norway Merchant”.
Eskadra Van Ghenta posuwała się w górę rzeki Medway mijając 22 czerwca zamek Upnor przy niewielkim oporze, atakując każdy statek na swej drodze.
Okręt „Unity” został zdobyty przez Van Brakela, „Sancta Maria”, „Mathias” i „Charles V” zostały spalone. Brander „Pro Patria” przebił się przez zaporę łańcuchową, a z całą misterną zaporą angielską poradzili sobie holenderscy inżynierowie. „Royal Charles”, opuszczony przez swą malutką załogę został opanowany, a później odholowany do Holandii. Tylko „Monmouth” zdołał uciec. Powiększając rozmiary nieszczęścia Monck rozkazał wszystkie pozostałe 16 okrętów zatopić dalej w górze rzeki po to, aby nie wpadły w ręce Holendrów. W sumie podczas najazdu Holendrów 30 angielskich okrętów zatopili sami Anglicy. W Anglii później żartowano, że angielskie okręty uczono sztuki nurkowania.
Następnego dnia, 23 czerwca cały obszar wokół Tamizy od ujścia aż do Londynu ogarnięty został paniką – niektóre plotki głosiły nawet że Holendrzy wysadzili potężną francuską armię inwazyjną – i wielu zamożnych obywateli uciekło z miasta, zabierając ze sobą najcenniejsze rzeczy.
Holendrzy kontynuowali swój pochód do doków stoczni w Chatham. Niektóre z najlepszych okrętów, włączając ciężki „Royal James”, „Loyal London” i „Royal Oak”, właśnie były zatapiane, by nie wpaść w ręce nieprzyjaciela. Zostały dodatkowo ogarnięte ogniem, gdy holenderskie brandery wpłynęły do stoczni pod ogniem prowadzonym z zamku Upnor. Angielskie załogi opuściły swoje na wpół zatopione okręty, na ogół bez walki. Najazd kosztował Anglików 4 z ich pozostałych 8 okrętów mających ponad 75 dział. Trzy z czterech wielkich okrętów zostało straconych. Pozostały wielki okręt „Royal Sovereign” (dawniej „Sovereign of the Seas” przebudowany na dwupokładowiec), przetrwał dlatego, że w tym czasie przebywał w Portsmouth. Do eskadry van Ghenta dołączył osobiście Michiel de Ruyter.

## Holenderski odwrót
Obawiając się narastającego oporu angielskiego, Cornelis de Witt podjął decyzję o zaprzestaniu dalszej akcji i wycofaniu się, holując okręt „Royal Charles” jako trofeum. Ta decyzja uchroniła przed zatopieniem okręty „Royal Katherine”, „Unicorn” oraz „St George”. Jednak 24 czerwca holenderskie oddziały zaatakowały na wiosłowych łodziach każdy okręt, jaki mogły osiągnąć i podpalały go. Holenderska flota świętująca wielkie zwycięstwo próbowała powtórzyć swój sukces przez zaatakowanie kilku innych portów angielskich położonych na wybrzeżu, ale bez powodzenia.
Po upływie miesiąca podpisany został traktat pokojowy. Okręty „Royal James”, „Royal Oak” i „Loyal London” zostały w końcu ocalone i odbudowane, lecz bardzo wielkim kosztem; gdy Londyn odmówił udziału w kosztach odbudowy, król Karol zmienił nazwę okrętu „Loyal London” na „London”.